# Gare de Saulcy
La gare de Saulcy est une ancienne gare ferroviaire française de la ligne d'Arches à Saint-Dié. Elle est située à Saulcy-sur-Meurthe, dans le département des Vosges, en région Grand Est.

## Situation ferroviaire
Elle est située au point kilométrique (PK) 43,254 de la ligne d'Arches à Saint-Dié, entre la gare fermée de Saint-Léonard et celle ouverte de Saint-Dié-des-Vosges.
Elle est édifiée à 393 mètres d'altitude.

## Histoire
Elle est fermée au trafic bien avant 2018[Quand ?].